# キ・セ・イ・ラッシュ
『キ・セ・イ・ラッシュ』は、日本のロックバンド・マキシマム ザ ホルモンのシングル。2024年6月19日にワーナーミュージック・ジャパンよりリリース。

## 解説
前作『恋のアメリカ』から約11か月ぶりとなるシングル作品。CD2枚組全4曲入り。
DISC-1は「殺意vs殺意」を収録。本楽曲は2024年5月31日公開の映画『告白 コンフェッション』の主題歌として書き下ろされた。映画に書き下ろし楽曲を提供するのは初となり、マキシマム ザ ホルモンのファンを公言する主演の生田斗真から直々に書き下ろしオファーされた。
同年4月30日に行われた同作の完成披露試写会にサプライズで登壇し、主題歌のタイトルが「殺意vs殺意（共犯：生田斗真）」であることと生田がゲストボーカルとして参加していることを発表した。ゲストボーカルを迎えて楽曲を制作することも初となる。映画の入場者プレゼントとして、主題歌の歌詞入りクリアファイルが期間限定で配布された。「捕食」を意味する「カロラカロケム」と題したDISC-2には新しい学校のリーダーズ、anoをフィーチャリングに迎え、コロナナモレモモ（マキシマム ザ ホルモン2号店）で用いられたサウンドアレンジ要素を取り入れた「シミ feat.新しい学校のリーダーズ」「チューチュー ラブリー ムニムニ ムラムラ プリンプリン ボロン ヌルル レロレロ feat. ano」を収録。
同年6月28日、生田も出演している「殺意vs殺意（共犯：生田斗真）」のミュージック・ビデオを公開。本作の音源とは異なる特別ミックスバージョンが使用されており、マキシマムザ亮君と監督のTakasuke Kato（THINGS.）が企画・原案を手掛けた。また、同年8月4日にマキシマム ザ ホルモンが出演の「ROCK IN JAPAN FESTIVAL 2024」に生田がゲスト参加した。

## 収録
| 全作詞・作曲: マキシマムザ亮君。 |                                  |                  |                  |      |
| #                                | タイトル                         | 作詞             | 作曲・編曲       | 時間 |
| 1.                               | 「殺意vs殺意」                   | マキシマムザ亮君 | マキシマムザ亮君 | 4:36 |
| 2.                               | 「殺意vs殺意（共犯：生田斗真）」 | マキシマムザ亮君 | マキシマムザ亮君 | 4:37 |
| 合計時間:                        | 合計時間:                        | 9:13             |                  |      |

| 全作詞・作曲: マキシマムザ亮君。 |                                                                                           |                  |                  |      |
| #                                | タイトル                                                                                  | 作詞             | 作曲・編曲       | 時間 |
| 1.                               | 「シミ feat.新しい学校のリーダーズ」                                                      | マキシマムザ亮君 | マキシマムザ亮君 | 4:18 |
| 2.                               | 「チューチュー ラブリー ムニムニ ムラムラ プリンプリン ボロン ヌルル レロレロ feat. ano」 | マキシマムザ亮君 | マキシマムザ亮君 | 3:32 |
| 3.                               | 「[Secret Track]」                                                                        | マキシマムザ亮君 | マキシマムザ亮君 | 1:09 |
| 4.                               | 「[Secret Track]」                                                                        | マキシマムザ亮君 | マキシマムザ亮君 | 1:06 |
| 合計時間:                        | 合計時間:                                                                                 | 10:05            |                  |      |

### 曲解説
殺意vs殺意
前作「恋のアメリカ」に引き続き、上ちゃん（"DANGER×FUTOSHI a.k.a 上原 太"名義）が「COMPOSE SUPPORT」としてクレジットされており、今作ではプログラミングも手掛ける。
殺意vs殺意（共犯：生田斗真）
映画『告白 コンフェッション』主題歌。
シミ feat.新しい学校のリーダーズ
原曲は4thアルバム『ぶっ生き返す』収録。本曲はコロナナモレモモのラストシングル『LUST』に収録されたアレンジをベースに、マキシマムザ亮君とDANGER×FUTOSHI（a.k.a 上原太）がセルフリニューアルしたアレンジとなっている。
YouTubeでのMV Special Ver.は、本音源とアレンジが一部が異なり、DANGER×FUTOSHI（a.k.a 上原 太）による新たなアレンジが施され、CメロでRINがラップを担当している。

チューチュー ラブリー ムニムニ ムラムラ プリンプリン ボロン ヌルル レロレロ feat. ano
原曲は4thアルバム『ぶっ生き返す』収録。本曲はコロナナモレモモのラストシングル『LUST』に収録されたアレンジをベースに、マキシマムザ亮君とDANGER×FUTOSHI（a.k.a 上原太）がセルフリニューアルしたアレンジとなっている。